# Pteromalus eurymi
Pteromalus eurymi är en stekelart som beskrevs av Charles Joseph Gahan 1913. Pteromalus eurymi ingår i släktet Pteromalus och familjen puppglanssteklar. Inga underarter finns listade i Catalogue of Life.